# Berrocal de Huebra
Berrocal de Huebra es un municipio y localidad española de la provincia de Salamanca, en la comunidad autónoma de Castilla y León. Se integra dentro de la comarca del Campo de Salamanca (Campo Charro) y la subcomarca de La Huebra. Pertenece al partido judicial de Salamanca.
Su término municipal está formado por las localidades de Berrocal, Coca de Huebra, Coquilla de Huebra y Domingo Señor además de por los despoblados de Gallinero de Huebra, Torre de Velayos y Villar del Profeta, ocupa una superficie total de 38,70 km² y según los datos demográficos recogidos en el padrón municipal elaborado por el INE en el año 2017, cuenta con una población de 69 habitantes.

## Historia
Su fundación se remonta a la repoblación efectuada por los reyes de León en la Edad Media, quedando integrada la localidad en el arciprestazgo de la Valdobla de la jurisdicción de Salamanca, dentro del Reino de León. En cuanto a las pedanías del municipio en época medieval ya existían las actuales, también en la Valdobla (a excepción de "Domingoseñor", actual Domingo Señor, que se encuadraba en el cuarto salmantino de Baños), con las siguientes denominaciones: "Billar" (Villar del Profeta), "Coca" (Coca de Huebra), "Coquilla" (Coquilla de Huebra) y "Gallineros" (Gallinero de Huebra). Con la creación de las actuales provincias en 1833, Berrocal de Huebra quedó encuadrado en la provincia de Salamanca, dentro de la Región Leonesa.

## Demografía
Berrocal de Huebra cuenta con una población de 75 habitantes (INE 2024).
| Gráfica de evolución demográfica de Berrocal de Huebra entre 1842 y 2021 |
| |
| Población de derecho según los censos de población del INE Población de hecho según los censos de población del INEEntre el censo de 1857 y el anterior, crece el término del municipio porque incorpora a 375014 (Coca de Huebra) |

### Núcleos de población

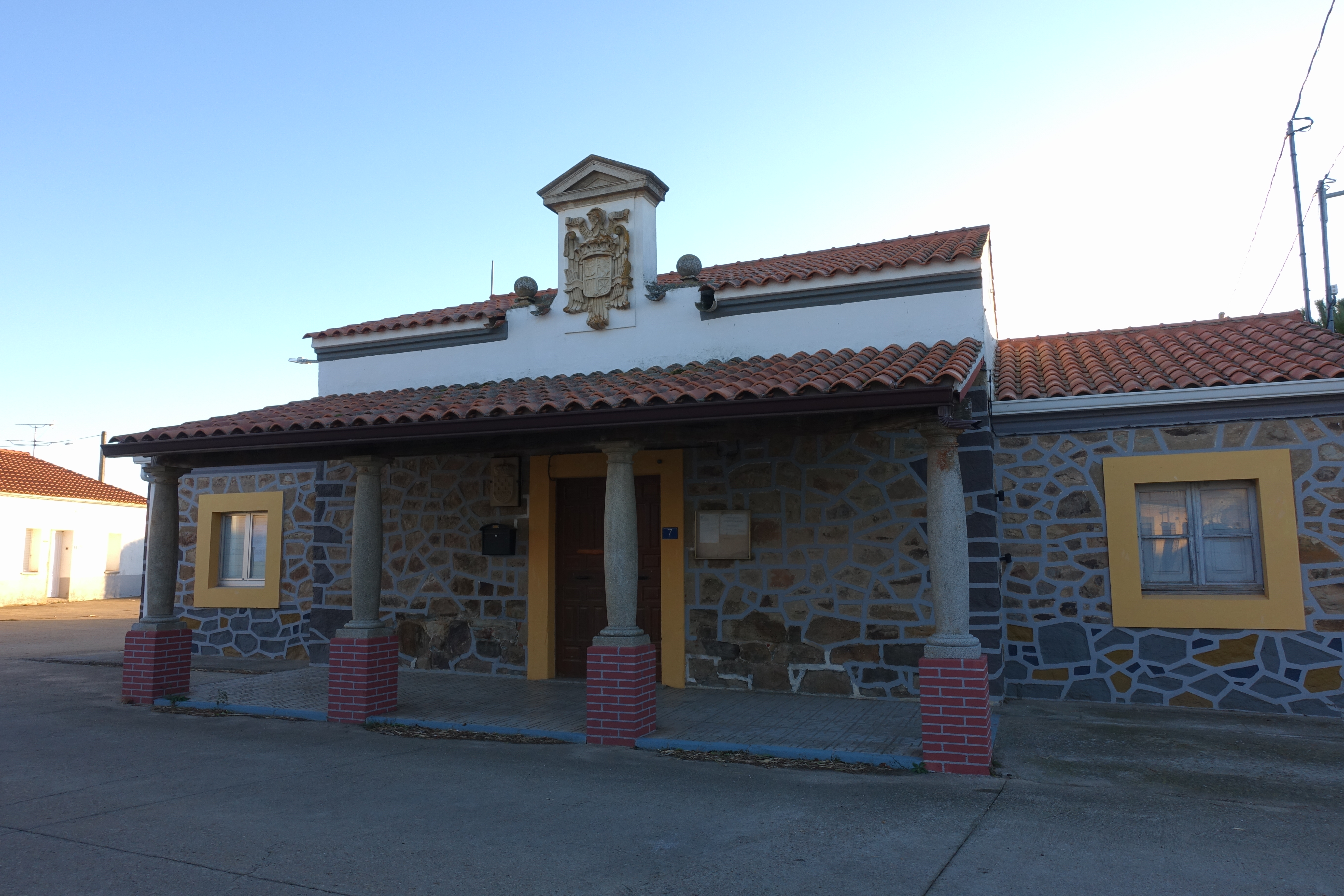
Casa consistorial

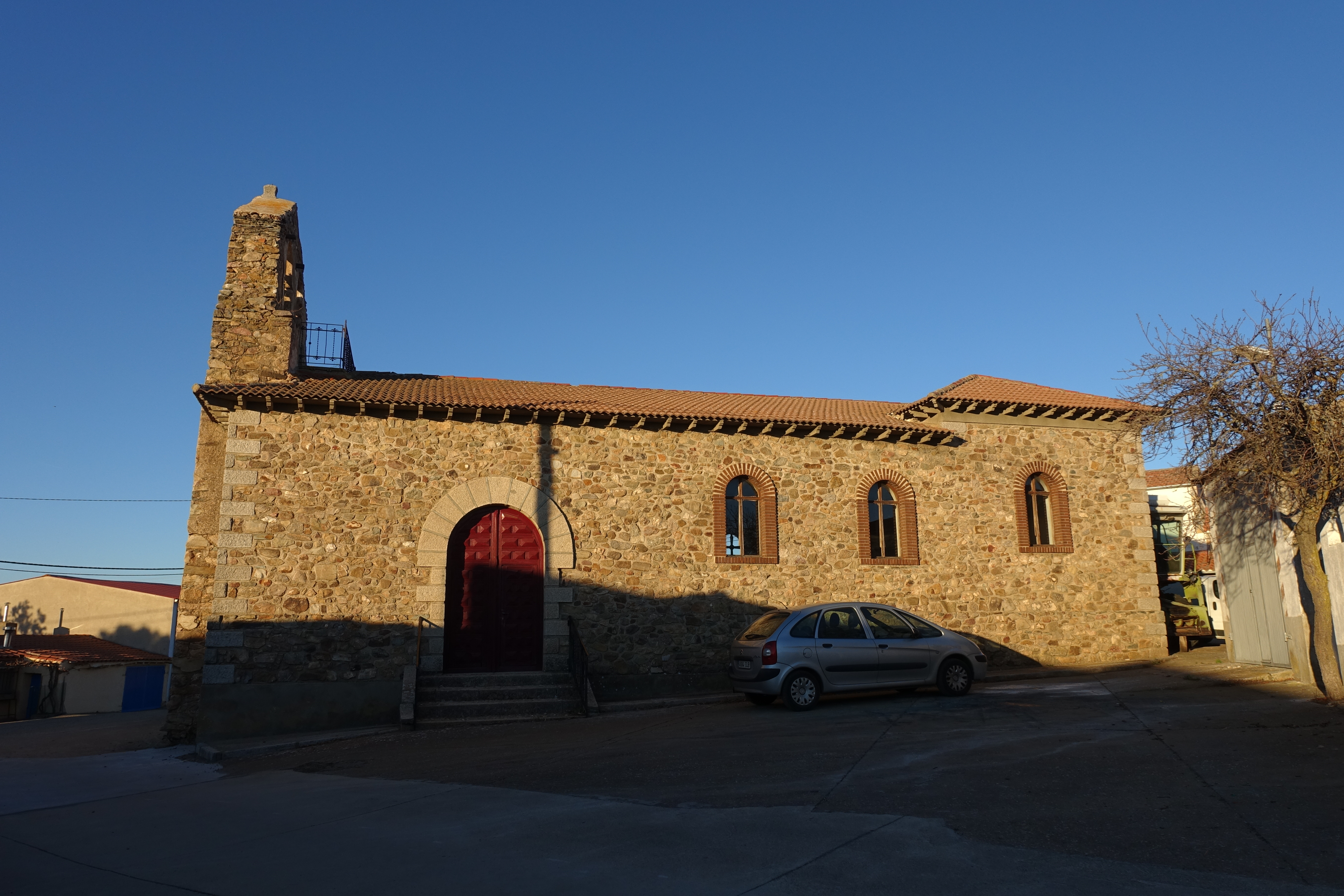
Iglesia de Santo Tomás Apóstol

El municipio se divide en varios núcleos de población, que poseían la siguiente población en 2015 según el INE.
| Núcleo de población | Población |
| ------------------- | --------- |
| Berrocal de Huebra  | 44        |
| Domingo Señor       | 13        |
| Coca de Huebra      | 7         |
| Coquilla de Huebra  | 6         |
| Gallinero de Huebra | 0         |
| Torre de Velayos    | 0         |
| Villar del Profeta  | 0         |

## Administración y política
| Partido político                              | 2019  | 2019  | 2019       | 2015  | 2015  | 2015       | 2011  | 2011  | 2011       | 2007  | 2007  | 2007       | 2003  | 2003  | 2003       |
| Partido político                              | %     | Votos | Concejales | %     | Votos | Concejales | %     | Votos | Concejales | %     | Votos | Concejales | %     | Votos | Concejales |
| Partido Popular (PP)                          | 79,63 | 43    | 3          | 75,56 | 34    | 3          | 87,93 | 51    | 3          | 73,33 | 55    | 1          | 55,91 | 52    | 4          |
| Partido Socialista Obrero Español (PSOE)      | 11,11 | 6     | 0          | 6,67  | 3     | 0          | 8,62  | 5     | 0          | 17,33 | 13    | 0          | 41,94 | 39    | 1          |
| Unidad Regionalista de Castilla y León (URCL) | —     | —     | —          | —     | —     | —          | —     | —     | —          | —     | —     | —          | 4,30  | 4     | 0          |